# Asra Nomani
Asra Quratulain Nomani (née en 1965) est une essayiste, journaliste, militante, auteure américaine et ancienne professeure de l'Université de Georgetown. Elle est connue pour son militantisme pour une réforme de l'islam et du féminisme, pour avoir fondé et animé un cycle de conférences ayant pour thème La liberté des femmes musulmanes (le Muslim Women's Freedom Tour), pour être l'un des membres fondateurs du Muslim Reform Movement (en) et avoir rédigé l'Islamic Bill of Rights for Women in the Mosque (en) / Charte musulmane des Droits des femmes dans les mosquées.

## Biographie

### Jeunesse

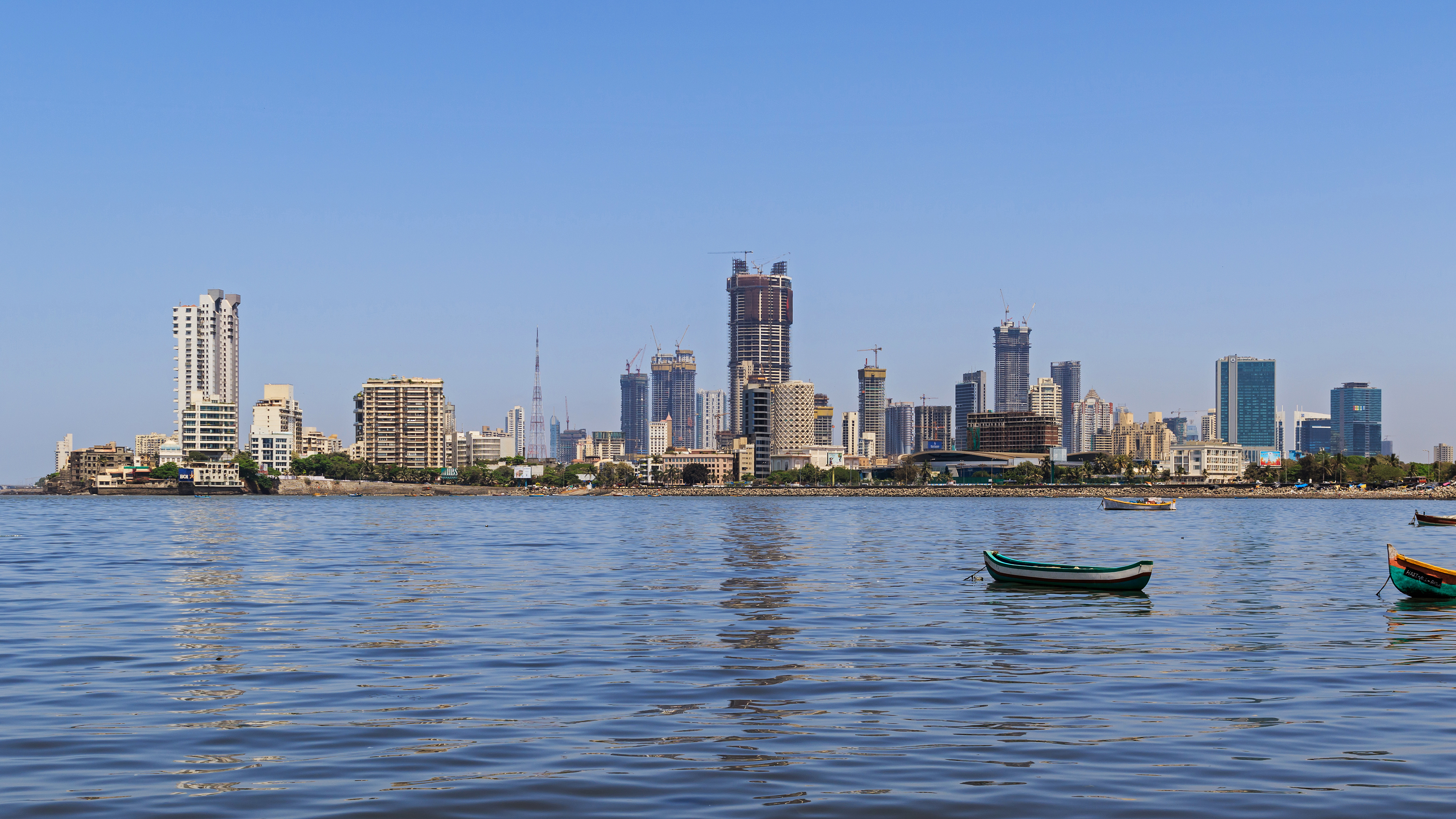
Mumbai

Asra Nomani est née à Bombay (aujourd'hui Mumbai) en Inde dans une famille musulmane sunnite, ayant des attaches avec la ville d'Hyderabad. À l'âge de quatre ans, elle déménage aux États-Unis avec son frère aîné, Mustafa et rejoint ses parents à Piscataway (New Jersey). Son père, Zafar Nomani, y était doctorant pour un Ph.D de l'Université Rutgers. Puis, quand elle a dix ans, sa famille s'installe à Morgantown, en Virginie-Occidentale, où son père est  Maître assistant en science de la nutrition. Il publie, sous le nom de M.Z.A Nomani, des études sur les effets du jeûne sur la santé pendant le ramadan et aide également à organiser des mosquées dans le New Jersey et en Virginie-Occidentale,,.

### Formation

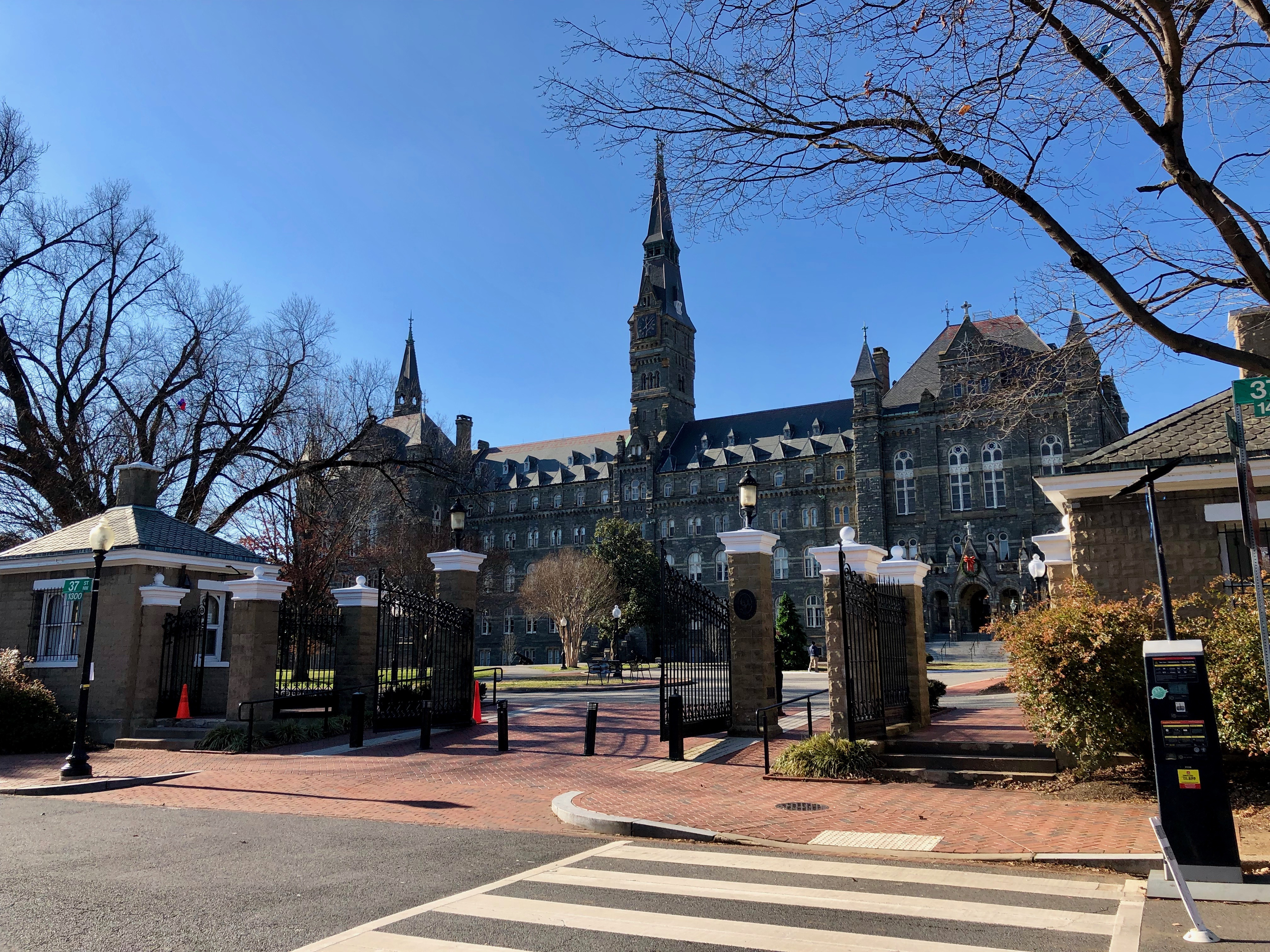
Université de Georgetown

Après ses études secondaires à la  Morgantown High School (en), Asra Nomani est reçue à la West Virginia University, elle y obtient en 1986 un Bachelor of Arts interdisiciplinaire (Bachelor of Liberal Studies (en)), puis elle est acceptée à l'American University (Washington D.C.) où elle réussit un Master of Arts en communications internationales en 1990.

### Début dans le journalisme
Dès son adolescence Asra Nomani se fait remarquer pour ses compétences de journaliste en participant à la rédaction du journal de son établissement d'enseignement secondaire, la Morgantown High School, puis comme rédactrice au sein du Daily Athenaeum (en), journal des étudiants de l'Université de Virginie-Occidentale. Pendant ses études elle travaille pour le magazine universitaire Newsweek OnCampus, puis pour l'agence de presse Reuters.
Asra Nomani commence sa carrière de journaliste professionnelle comme correspondante du Wall Street Journal et comme rédactrice pour le Washington Post, le New York Times, le Slate, l'American Prospect et le Time. Elle est également correspondante du webzine Salon.com au Pakistan après les attentats du 11 septembre 2001, et ses travaux paraissent dans de nombreuses publications, notamment People, Sports Illustrated for Women (en), Cosmopolitan et Women's Health (magazine) (en).
Asra Nomani est invitée à donner des conférences au Schuster Institute for Investigative Journalism (école de journalisme d'investigation) de l'Université Brandeis, et y anime des prières œcuméniques. Elle estt une collaboratrice et correspondante du Poynter Institute, auprès de l'université Yale.

### Le Pearl Project
De 2007 à 2011, elle fonde et codirige avec Barbara Feinman Todd le Pearl Project, un séminaire à destination des étudiants de la Georgetown University School of Continuing Studies (en) et la Walsh School of Foreign Service (en) de l'Université de Georgetown, ayant pour thème l'enlèvement et le meurtre par décapitation de son ami Daniel Pearl par des islamistes pakistanais, alors qu'il était envoyé par le Wall Street Journal, en 2002, et de façon plus générale, le cas de personnes décédées sur le front du journalisme, les relations entre le monde musulman et la presse. Les différents travaux ont abouti à un rapport remis au Center for Public Integrity en 2011, qui a donné la création du Prix Daniel Pearl[pas clair],,,,,,,,,.

### La militante féministe
Ne pouvant plus supporter la condition de la femme sous le régime de l'islam traditionnel, Asra Nomani écrit deux essais militants ayant pour thématique une nécessaire réforme de l'islam qui prendrait en compte les droits de la femme : Standing Alone: An American Woman's Struggle for the Soul of Islam et Tantrika: Traveling the Road of Divine Love, et publie divers articles dans différents journaux et magazines ayant pour objet les droits des femmes, la tolérance, la lutte contre toutes les formes de discriminations (race, religions, genre, etc.). Elle lance le cycle de conférences Muslim Women's Freedom Tour, affirmant que Mohammed était un féministe, et participe comme membre fondateur à la création du Muslim Reform Movement (en).

#### L'année 2005
Le 18 mars 2005 à New York, Asra Nomani participe à l'organisation d'une prière musulmane dirigée par une femme, événement décrit comme « la première prière mixte de tous les temps jamais dirigée par une femme musulmane depuis 1 400 ans »[réf. nécessaire].
Certes, diverses prières mixtes avaient été conduites, mais en privé, comme une oraison funèbre de 1997 dirigée par une féministe sud-africaine, Shamima Shaikh.
En 2015, un groupe d'activistes, de politiciens et d'écrivains musulmans publie une Déclaration des musulmans réformistes (Declaration for Muslim Reform) qui soutient entre autres les droits des femmes, notamment dans son article B-3 : « Nous soutenons l'égalité des droits des femmes, y compris l'égalité des droits en matière d'héritage, de témoignage, de travail et de mobilité, droit des personnes, éducation et emploi. Les hommes et les femmes ont des droits égaux dans les mosquées, les conseils d'administration, les dirigeants et toutes les sphères de la société. Nous rejetons le sexisme et la misogynie. / We support equal rights for women, including equal rights to inheritance, witness, work, mobility, personal law, education, and employment. Men and women have equal rights in mosques, boards, leadership and all spheres of society. We reject sexism and misogyny ».  

#### 2017 au Sénat
Avec Ayaan Hirsi Ali, Asra Nomani est invitée à témoigner devant une commission du Sénat pour évaluer les menaces de l'islamisme et les avancées de l'islam réformiste, audition qui est sujet à polémique[précision nécessaire],,,,.

### Les activités de Conseil
Son expérience  de journaliste d'opinion et de militante politique lui permettre de rejoindre des cabinets de conseil en stratégie politique,.

### Vie privée
La famille d'Asra Omani la pousse à un mariage traditionnel. En 1992, Asra Nomani épouse un musulman pakistanais, Omar, qui travaille à la Banque mondiale de Washington (district de Columbia). À la suite de la cérémonie qui se tient à Islamabad, son beau père lui enjoint de ne parler que l'ourdu, elle se sent oppressée par son époux et sa belle-famille si bien qu'au bout de trois mois, elle quitte Omar pour retourner à Washington ; le divorce est prononcé en 1993,
Le 16 octobre 2002, elle donne naissance à fils issu d'une relation sans lendemain avec un jeune pakistanais, elle lui donne le nom de Shibli Daneel, Shibli en hommage à un des illustres ancêtres et Daneel en mémoire de Daniel Pearl. Mère célibataire, Asra Nomani vit à Morgantown, en Virginie-Occidentale, avec son fils. Son statut de mère célibataire fera l'objet de vives critiques de la part de musulmans conservateurs et d'islamistes afin de discréditer sa légitimité à promouvoir un Islam réformé.

## Regards sur son œuvre et son action

### Repenser les représentations de l'Islam
Asra Nomani plaide en faveur de programmes gouvernementaux de surveillance dans la lutte contre le terrorisme islamique, affirmant que « le politiquement correct qui règne dans la société nous empêche de mener des stratégies judicieuses d'application de la loi visant les musulmans, les mosquées et les organisations islamiques ». Elle affirme que la communauté musulmane ne fait pas un bon travail de maintien de l'ordre et que les lieux publics sont « un lieu de rencontre naturel pour les criminels ». Le dirigeant de l'AIFD (American Islamic Forum for Democracy (en)), Zuhdi Jasser (en), considéré par le Center for American Progress comme islamophobe et « validateur » du « réseau de l'islamophobie », soutient la position d'Asra Nomani sur la justification d'une telle tactique de surveillance. Asra Nomani plaide également en faveur du « profilage racial et religieux » expliquant que le « dénominateur commun » de nombreux terroristes aux vues anti-américaines est qu'ils sont musulmans,. Elle répète que « la communauté musulmane [n'a] pas réussi à se contrôler » et qu'un profilage fondé sur « la religion, la race et l'ethnicité » est un « élément nécessaire pour assurer la sécurité de nos cieux  ».
Sa vision critique pour un islam réformé la font soupçonner par certains d'être une islamophobe cachée, voire perverse, entre autres pour ses positions envers le hijab,,,,.
Le 11 novembre 2016, sur CNN, Asra Nomani révèle qu'elle a voté pour le candidat républicain Donald Trump, non sans provoquer des polémiques, ajoutant que «  les libéraux et la gauche ont vraiment trahi l'Amérique »,. Quand Donald Trump signe le décret 13769 limitant l'immigration musulmane, Asra Nomani soutient le décret et déclare que le qualifier de « Muslim Ban » est une « campagne de propagande » visant à susciter la peur dans le public.
Elle se rapproche d'un autre grande figure du féminisme issue de l'Islam Ayaan Hirsi Ali et se dit proche des idées de Wafa Sultan autre figure de la critique de l'Islam.

### Influence
En novembre 2003, Asra Nomani est la première femme de sa mosquée de Virginie-Occidentale à exiger le droit de prier dans la salle principale réservée aux hommes. Le New York Times en fait sa une avec un article intitulé « Muslim Women Seeking a Place in the Mosque ».
Michael Muhammad Knight (en), Les Taqwacores, elle organise la première prière publique du vendredi dirigée par une femme, Amina Wadud, dans la Synod House de l'église épiscopalienne la Cathédrale Saint-Jean le Théologien de New York. Ce jour-là, le 18 mars 2005, elle déclare :
 Nous défendons nos droits en tant que femmes de l'Islam. Nous ne n'accepterons plus d'attendre dans l'ombre de la porte de service jusqu'à la fin de la journInspirée du roman punk deée, nous serons des leaders du monde musulman. Nous introduisons l'Islam dans le XXIe siècle en reprenant la voix que le Prophète nous avait donnée il y a 1 400 ans. 
 Dans son livre Blue-Eyed Devil (p. 209), Knight rappelle l'événement comme suit : 
 À l'intérieur de la chapelle, il y aurait peut-être eu autant de journalistes et d'équipes de caméras que de musulmans en prière. L’imam de la journée, Amina Wadud, était tellement distraite par les longues rangées de flash qu’au milieu de la prière, elle avait oublié ses mots. Lors de la première réunion du conseil d'administration du Progressive Muslim Union, Ahmed Nassef nous lisait un courrier électronique du Dr Amina Wadud qui s'est dégagé de toute responsabilité. Même si elle croyait toujours en une prière dirigée par une femme, elle ne voulait rien avoir à faire avec la Progressive Muslim Union ou Asra Nomani. Wadud avait tracé une ligne de démarcation nette entre la vérité et les harpies des médias, et nous savions que la Progressive Muslim Union était du mauvais côté. Pour éviter les critiques du public, le site web de la Progressive Muslim Union n'a fait aucune mention du rôle d'Asra dans l'organisation de la prière. Cette dernière s'est plainte de l'exclusion provoquée par la Progressive Muslim Union. 
 En plus de ses livres, Asra Nomani écrit sur ses expériences et ses idées de réforme dans des éditoriaux du New York Times et dans plusieurs autres publications et émissions. Elle est une amie et collègue du journaliste du Wall Street Journal, Daniel Pearl, qui l'accompagnait à Karachi avec sa femme, Mariane Pearl, lorsqu'il a été enlevé puis assassiné par des militants islamistes en janvier 2002.
Michael Winterbottom réalise le film Un cœur invaincu en 2007 sur base du livre de Mariane Pearl. Le rôle d'Asra Nomani y est joué par l'actrice britannique Archie Panjabi. Le Washington Post affirme dans une critique que « Danny lui-même avait été coupé de sa propre histoire ».[réf. nécessaire]
Asra Nomani est interviewée par Zarqa Nawaz dans un film documentaire publié en 2005 par l'Office national du film du Canada au sujet des efforts des femmes musulmanes nord-américaines pour être acceptés dans les mosquées, intitulé Me and the Mosque.

### Impact et réception du film documentaireLa Mosquée de Morgantown
En 2009, elle collabore avec Brittany Huckabee pour tourner La mosquée de Morgantown, documentaire sur son combat pour faire évoluer les mœurs de la communauté musulmane de Morgantown, produit par le Women Makes Movies (WMM) documentaire qui après sa diffusion sur la chaine Public Broadcasting Service, le 15 juin 2009, recevra le Prix du jury décerné par le San Francisco International Asian American Film Festival de 2009.
En ce qui concerne la question du documentaire La Mosquée de Morgantown,,,, la juriste américano-pakistanaise Asma Gull Hasan (en), auteur de Why I Am a Muslim: An American Odyssey, exprime son admiration pour Asra Nomani, tandis que Gamal Fahmy, professeur à la West Virginia University, ou la libérale turque Jane Louise Kandur la critiquent et remettent en question ses motivations. D'autres suggèrent que la prière dirigée par une femme en 2005 a conduit à une discussion et à un débat ouverts sur le rôle des femmes dans la société musulmane. Des représentants de certaines organisations islamiques critiquent Asra Nomani pour ses positions exprimées dans le documentaire La Mosquée de Morgantown, en partie parce qu'elle a ouvertement critiqué les pratiques communément acceptées dans la communauté américano-musulmane, mais aussi pour ne pas avoir suffisamment interagi avec les communautés musulmanes déjà implantées de longue date.

## Œuvres

### Livres
- (en-US) Asra Nomani, Tantrika: Traveling the Road of Divine Love, San Francisco, Californie, HarperOne, 27 mai 2003, 304 p. (ISBN 9780062517135, lire en ligne)
- (en-US) Asra Nomani, Standing Alone: An American Woman's Struggle for the Soul of Islam, HarperOne, 28 février 2006, 356 p. (ISBN 9780060832971, lire en ligne),

### Articles (sélection)
- (en-US) Asra Q. Nomani, « Virginia Parents Have Had Enough of ‘Woke’ Lies at Their Schools », National Review,‎ 1er novembre 2021 (lire en ligne ),
- (en-US) Asra Q. Nomani &  Daniel Kennelly, « Interview, A War on Excellence », City Journal (en),‎ 27 septembre 2021 (lire en ligne ),
- (en-US) Ayaan Hirsi Ali & Asra Q. Nomani, « Ayaan Hirsi Ali and Asra Q. Nomani Respond to Readers », New York Times,‎ 23 juin 2017 (lire en ligne ),
- (en-US) Ayaan Hirsi Ali and Asra Q. Nomani, « They Brushed Off Kamala Harris. Then She Brushed Us Off. », New York Times,‎ 22 juin 2017 (lire en ligne ),
- (en-US) Asra Q. Nomani & Hala Arafa, « Wearing the Hijab in Solidarity Perpetuates Oppression », New York Times,‎ 20 décembre 2016 (lire en ligne ),
- (en-US) Asra Q. Nomani, « I’m a Muslim, a woman and an immigrant. I voted for Trump. », The Washington Post,‎ 10 novembre 2016 (lire en ligne ),
- (en-US) Asra Q. Nomani, « Behind the Veil », Wall Street Journal,‎ 22 janvier 2016 (lire en ligne ),
- (en-US) Asra Q. Nomani, « How the Saudis Churn Out ‘Jihad Inc.’ », Daily Beast,‎ 5 janvier 2016 (lire en ligne ),
- (en-US) Asra Q. Nomani & Hala Arafa, « As Muslim women, we actually ask you not to wear the hijab in the name of interfaith solidarity », The Washington Post,‎ 21 décembre 2015 (lire en ligne ),
- (en-US) Asra Q. Nomani, « Inside the World of Gulf State Slavery », Daily Beast,‎ 11 octobre 2015 (lire en ligne ),
- (en-US) Asra Q. Nomani, « Misplaced Muslim Rage », Daily Beast,‎ 13 septembre 2012 (lire en ligne ),
- (en-US) Asra Q. Nomani, « The real shame in Pakistan », Foreign Policy,‎ 21 décembre 2011 (lire en ligne ),
- (en-US) Asra Q. Nomani, « Saif al-Adel and the death of Daniel Pearl », Foreign Policy,‎ 19 mai 2011 (lire en ligne ),
- (en-US) Asra Q. Nomani & Barbara Feinman Todd, « The Truth Left Behind: Inside the kidnapping and murder of Daniel Pearl » , sur The Center for Public Integrity, 20 janvier 2011 (consulté le 11 février 2022),
- (en-US) Asra Q. Nomani, « Salmaan Taseer and the Punjabi Taliban », Foreign Policy,‎ 5 janvier 2011 (lire en ligne ),
- (en-US) Asra Q. Nomani, « Harry Potter's Afshan Azad Receives Death Threats », Daily Beast,‎ 4 juillet 2010 (lire en ligne ),
- (en-US) Asra Q. Nomani, « Beheading Case Goes to Court », Daily Beast,‎ 20 février 2009 (lire en ligne ),
- (en-US) Asra Q. Nomani, « You Still Can't Write About Muhammad », Wall Street Journal,‎ 6 août 2008 (lire en ligne ),
- (en-US) Asra Q. Nomani, « Why do Western publishers have a veil fetish », Slate,‎ 7 novembre 2006 (lire en ligne ),
- (en-US) Asra Q. Nomani, « The Sharia Problem », The American Prospect,‎ 8 mars 2006 (The Sharia Problem ),
- (en-US) Asra Q. Nomani, « Hijab chic », Slate,‎ 27 octobre 2005 (lire en ligne ),
- (en-US) Asra Q. Nomani, « Dennis Miller & Me », The American Prospect,‎ 31 mai 2005 (lire en ligne )
- (en-US) Asra Q. Nomani, « Pulpit Bullies », The American Prospect,‎ 21 février 2005 (lire en ligne ),
- (en-US) Asra Q. Nomani, « Hate at the Local Mosque », New York Times,‎ 6 mai 2004 (lire en ligne ),

## Distinctions
- 2007 : déclarée « Woman of Distinction » par l'American Association of University Women[73]
- 2007 : récipiendaire du « Journalism Awards », catégorie Presse d'opinion décerné par l'American Academy of Religion[74]